# Mensa der Offizierschule des Heeres
Die Mensa der Offizierschule des Heeres ist eine Mensa in der Graf-Stauffenberg-Kaserne in Dresden. Das Bauwerk liegt an der Marienallee bzw. Stauffenbergallee im Stadtteil Albertstadt.

## Beschreibung
Nach der Wende wurde die Offizierschule des Heeres von Hannover nach Dresden, der traditionellen Garnison der Heeres-Offiziersausbildung, verlegt. Nach der Restaurierung des ehemaligen Offizierscasinos von 1903 wurde das historische Gebäude zu seiner früheren Bestimmung zurückgeführt. Die Speise- und Clubräume wurden neu gebaut und ordnen sich „in die orthogonale Struktur“ des früheren Kasernenkomplexes ein. Gleichzeitig kennzeichnet der Bau die „Hangkante des Prießnitztales“ und bildet gemeinsam mit altem Casino und dem Feldherrenflügel der Kaserne „einen zentralen Freiraum“, der auch als Biergarten genutzt wird. Das Gebäude wurde von 1995 bis 1998 von Fritz Auer, Carlo Weber & Partner als eingeschossiger, pavillonartiger Bau mit einer „transparente[n] Außenhülle“ errichtet. „Klarheit, Offenheit und Verständlichkeit“ prägen den Bau.

„Heitere, aufgelockerte Fassaden und luftig leichte Materialien erlauben Durchblicke und Querbezüge … das Spiel von Licht und Schatten, unterstützt durch filigrane Konstruktionen, erweckt nicht nur ihre transparenten Fassaden in wechselndem Licht immer wieder zu neuem Leben.“

Das hier dargestellte Bauwerk ist jedoch nicht öffentlich zugängig.

## Weblink
- Casino der Offizierschule des Heeres auf der Website von Auer Weber Architekten: www.auer-weber.de